# Sleepwalking
Sleepwalking – debiutancki album studyjny amerykańskiego zespołu Memphis May Fire. 
Album został wydany przez Trustkill Records 21 lipca 2009 roku. Sleepwalking jest pierwszą płytą nagraną z wokalistą Mattym Mullinsem po odejściu byłego wokalisty i założyciela zespołu – Chase'a Ryana (2008). Planowano wydanie albumu na lato 2008 roku, ale zostało opóźnione ze względu na zmianę składu.
Piosenka "Ghost in the Mirror" została dodana do Soundtracku Piły VI.

## Lista utworów
Wszystkie teksty zostały napisane przez Memhpis May Fire, a muzyka skomponowana przez Kellena McGregora i Memphis May Fire.
| Numer              | Tytuł                               | Długość |
| ------------------ | ----------------------------------- | ------- |
| 1.                 | "North Atlantic vs. North Carolina" | 3:43    |
| 2.                 | "A Giant in a Giants World"         | 3:13    |
| 3.                 | "You're Lucky It's Not 1692"        | 3:40    |
| 4.                 | "Ghost in the Mirror"               | 3:54    |
| 5.                 | "Been There, Done That"             | 3:31    |
| 6.                 | "Quantity Is Their Quality"         | 3:28    |
| 7.                 | "Sleepwalking"                      | 3:47    |
| 8.                 | "Destiny for the Willing"           | 3:05    |
| 9.                 | "The Face with No Name"             | 3:10    |
| 10.                | "Speak Now, I'm Listening"          | 3:40    |
| Całkowita długość: | Całkowita długość:                  | 33:11   |

## Twórcy
Memphis May Fire
- Matty Mullins – wokal prowadzący
- Kellen McGregor – gitara prowadząca, wokal wspierający
- Ryan Bentley – gitara rytmiczna
- Austin Radford – gitara basowa
- Jeremy Grisham – perkusja

Produkcja
- Wyprodukowane, skontrolowane i zmiksowane przez Caseya Batesa.